# 长序母草
长序母草（学名：Lindernia macrobotrys）为玄参科母草属下的一个种。

## 扩展阅读
- 維基物種上的相關：长序母草